# Monoxia angularis
Monoxia angularis är en skalbaggsart som först beskrevs av J. L. Leconte 1859.  Monoxia angularis ingår i släktet Monoxia och familjen bladbaggar. Inga underarter finns listade i Catalogue of Life.